# Мешко III Старий
Мешко III Старий (пол. Mieszko III Stary; 1126 (1227) — 13 березня 1202) — князь Великопольський з династії П'ястів. Третій син князя Польщі Болеслава III і Соломії з Берґу.
Праправнук Великого князя Київського Володимира Святого. По батьківській та материнській лініях був нащадком Великих князів Київських Володимира Великого та Ярослава Мудрого.
Близько 1136 року Мешко III одружився з Єлизаветою, донька короля Угорщини Бели II, онука української княжни Предслави, правнучка Великого князя Київського Святополка Ізяславича. У них було п'ятеро дітей. Близько 1154 року одружився вдруге з Євдокією, українською князівною, донька Великого князя Київського Ізяслава II. Від другого шлюбу було також п'ятеро дітей.

## Родина
1 Дружина — Єлизавета, донька короля Угорщини Бели II
Діти:
- Одон (1149—1194).
- Степан (1150—1166/77?).
- Єлизавета (1152—1209).
- Верхослава Людмила (1153—1223).
- Юдита (1154—1201) — дружина Бернхарда III, герцога Саксонії.

2 Дружина — Євдокія Ізяславна, донька Великого князя Київського Ізяслава II.
Діти:
- Болеслав (1159—1195);
- Мешко Молодший (1160/65—1193);
- Владислав III (1161/67—1231);
- Соломія (1162/64—1183), дружина Ратибора Богуславича князя Померанії;
- Анастасія (1164—1240).

## Генеалогія
Мешко III веде свій родовід, в тому числі, й від великих князів Київських Ярослава Мудрого та Володимира Великого.